# Раса
Раса, као социјална конструкција, односи се на групу људи сличних и изразитих физичких особина. У почетку, ова реч се користила да опише људе који говоре исти језик, а касније да одреди ком народу припада појединац. Почетком 17. века, реч раса почиње да се односи на физичке особине. Тај термин се често употребљавао у биолошком таксономском смислу и почетком 19. века се користи да би се одредили генетски различитa становништва људи дефинисана одређеним фенотипом.
Друштвено схватање и груписање раса се мењају временом, укључујући и народне таксономије које одређују типове појединаца на основу очигледних особина. Научници сматрају да је биолошки есенцијализам застарео, и углавном обесхрабрују коришћење рационалних објашњења за колективно разликовање у физичким особинама, као и особинама понашања.
Чак иако постоји широк договор међу научницима да су есенцијалистичке и типолошке концептуализације раса неодрживе, научници у свету настављају да концептуализују расе на много различитих начина, неке од којих имају есенцијалистичке импликације. Док неки истраживачи понекад користе концепт расе да би правили разлике између скупова особина које се тешко разликују, други у научној заједници предлажу да је идеја раса често коришћена на наиван и поједностављен начин, и тврде да, међу људима, расе немају таксономског значаја истичући да сви људи припадају истој врсти, Homo sapiens, и под врсти, Homo sapiens sapiens.
Од друге половине 20. века, повезивање речи раса са идеологијама и теоријама које су настале радом антрополога и физиолога у 19 веку, чине коришћење ове речи веома проблематичним. Иако се још увек користи у општим контекстима, реч раса су замениле друге речи као што су народ, људи, етничке групе и заједнице, у зависности од контекста.

## Компликације и разне дефиниције концепта
Постоји широки консензус да су расне категорије које су уобичајене у свакодневној употреби друштвено конструисани, и да расне групе не могу бити биолошки дефинисани. Ипак, неки научници тврде да су расне категорије очигледно у узајамној вези са биолошким особинама (нпр фенотипом) у извесној мери, и да неки генетски маркери имају различите учесталости међу људским становништвом, од којих неки одговарају више или мање традиционалним расним групама. Из тог разлога, тренутно не постоји консензус о томе да ли се може сматрати расним категоријама да имају значај за разумевање људских генетских варијација.
Када људи дефинишу и разговарају о одређеној концепцији расе, они стварају друштвену стварност кроз коју се постиже друштвена категоризација. У том смислу, за расе се каже да су друштвене конструкције. Ове конструкције се развијају у различитим правним, привредним и друштвено-политичким контекстима, а може бити последица, а не узрок, главних друштвених ситуација. Док многи схватају расе као друштвени конструкт , многи научници се слажу да раса има материјалног утицаја на животе људи због преференца и дискриминације.
Друштвено-привредни фактори, у комбинацији са ранијим али и трајним ставовима расе, довели су до значајне патње у неповољном положају расних група. Расна дискриминација се често поклапа са расистичким менталитетом. Као резултат тога, расне групе које поседују релативно мало снаге често се нађу искључене , док хегемонистички појединци и институције оптужене за држање расистичких ставова. Расизам је довео до бројних трагедија, укључујући ропство и геноцид.
У неким земљама, полиција користи расе као начин одређивања профила осумњиченог. Ова употреба расних категорија је често критикована зато што наставља да шири већ одавно превазиђена мишљења о биолошким варијацијама, као и промовисање предрасуда. Јер у неким друштвима расне скупине одговарају блиско са обрасцима друштвене стратификације, за социолога који студира друштвене неједнакости, раса може бити значајна променљива. Као социолошки фактори, расне категорије могу делимично одражавају субјективне атрибуте, селф-идентитете и друштвене установе.
Научници и даље расправљају о степени на којој расне категорије су биолошки оправдане и друштвено конструисане, као и степен у којем се стварност расе мора признати да би друштво схватило и да се према расизму опходи адекватно. Сходно томе, расне парадигме запослене у различитим дисциплинама се разликују у њиховом акцентом на биолошко смањење као супротности са друштвеном конструкцијом.
У друштвеним наукама, теоријски оквири, као што су расна теорија формирања и критичке теорије расе истражују импликације расе као друштвене конструкције истражујући како су слике, идеје и претпоставке о раси изражене у свакодневном животу. Велика количина научника су пратили односе између историјског, друштвеног производа расе у правном и криминалном језику, и њихови ефекти на рад полиције и несразмерним хапшењем појединих група.